# خوددگربینی
خوددگربینی (به انگلیسی: Depersonalization)، در روان‌شناسی، به حالتی گفته می‌شود که در آن شخص خود را غیر واقعی یا دچار تغییرات شگفت‌آور احساس می‌کند.
شخص خوددگربین حس می‌کند که او تغییر کرده و دنیای پیرامون او دیگر آنچنان واقعی نیست بلکه مبهم، رؤیاوار یا بی‌اهمیت شده. مبتلایان به این معضل روحی حالتی ناراحت دارند زیرا می‌پندارند که همواره درون یک رؤیا به‌سر می‌برند. خوددگربینی یکی از اشکال اختلالات گسستی به شمار می‌آید.

## نشانه‌ها
نشانه‌های خوددگربینی اغلب از اواسط جوانی یا اوایل بزرگسالی شروع می‌شوند.
- احساس فرد در این که از خارج، افکار، احساسات و یا جسم خود را مشاهده می‌کند.
- احساس این که گفتار و حرکات فرد در اختیار او نیستند.
- فرد حس می‌کند که اعضای بدنش تغییر شکل می‌دهند و یا این که سر او پوشیده شده است.
- حس نکردن وجود حواس و واکنش‌ها به دنیای اطراف.
- احساس این که خاطرات فاقد احساس هستند و یا خاطرات خود شخص نیستند.[۱]
- بعضی نیز حس می‌کنند که ممکن است دیوانه گردند.[۲]